# قصر الأمير محمد المهنا
قصر الأمير محمد بن مهنا قصر تاريخي، يقع في بلدة الحلوة في اتجاه الشرق ويبعد عن طريق الملك عبد الله الرابط بين حوطة بني تميم والحلوة قرابة 580م تقريباً.

## تاريخه
قصر تراثي يقع في منطقة أراضٍ زراعية وتعود ملكيته للأمير محمد بن عبد الرحمن المهنا أمير مركز القويع في فترة تأسيس الدولة السعودية الثالثة، حيث وقف أهل الحوطة وقفة شجاعة من خلال إمداد الملك عبد العزيز بالمال والسلاح والجنود، وهناك وثيقة من وثائق عدة في المتحف الوطني السعودي تؤكد ذلك، حيث أرسلت بالثناء من الملك عبد العزيز إلى أحد رجالات هذه المحافظة وهو الأمير محمد بن مهنا التميمي.

## البناء
يتخذ القصر في مسقطه الشكل المربع تقريباً، وتبلغ مساحته 1000م2، ويتكون من دورين بإرتفاع إجمالي 3.5 م، ويتبع في بنائه نمط وخصائص العمارة التقليدية في منطقة نجد من حيث الشكل العام البسيط، والتماشي مع الظروف المناخية الصحراوية، ويتوسط القصر فناء داخلي واسع تنفتح عليه الغرف ذات الشكل المستطيل، ويندر وجود فتحات في واجهاته، ويخلو من أي عناصر حربية أو دفاعية، وهذا يدل على الفترة التي بني بها والتي تتمتع بالأمن والإستقرار بعد توحيد المملكة على يد الملك عبد العزيز -رحمه الله. ويلاحظ وجود بعض الزخارف الطينية على شكل شريط مسننات يلتف على كامل الواجهات، حيث استخدمت مواد البناء التقليدية المتوفرة في البيئة الطبيعية المحلية في تشييد القصر، حيث تم استخدام الطين اللبن في بناء الجدران على قاعدة من الحجر، ثم يتم إكساؤها بطبقة من الجص أو الطين، وثم إنشاء السقف من عوارض أو سواري من جذوع أشجار الاثل، ثم يرصف فوقها أغصان أشجار متوفرة في المحيط مع طبقة طينية تمنع تسرب مياه الأمطار. وصنعت الأبواب والنوافذ وبعض الأثاث المنزلي من أخشاب سميكة من جذوع شجر الأثل أو النخيل. أصاب الضرر والتهدم بعض أجزائه بسبب إهماله بعد هجره وتقادم السنين، إضافة إلى عوامل الطقس، مما يستدعي سرعة إتخاذ إجراءات الترميم وإعادة التأهيل للمحافظة عليه.

### مكونات الموقع
- أساسات من الحجر.
- الأسقف خشبية مصنوعة من خشب الاثل مغطى بسعق النخيل ويعلوه طبقة من خليط الطين والتبن.
- المباني مغطاة بطبقة من لياسة خارجية من خليط الطين التبن.
- تنوع أشكال الفتحات ومقاساتها بواجهات مباني البلدة.
- تعلو فتحات الشبابيك والابواب أعتاب خشبية لتحمل بقية الحائط أعلاها.
- القصر له فناء داخلي كبير.